# Renegades (bài hát của One Ok Rock)
"Renegades" là một bài hát của ban nhạc rock Nhật Bản One Ok Rock. Bài hát do Jamil Kazmi sản xuất, được viết bởi Moriuchi Takahiro, Ed Sheeran và Hayakawa Masato của ban nhạc Coldrain, phát hành vào ngày 16 tháng 4 năm 2021.
Bài hát là bài nhạc nền chính cho bộ phim live action manga, Lãng khách Kenshin: Hồi kết.

## Khái quát
Ngày 9 tháng 4 năm 2021, một tuần trước khi phát hành đĩa đơn, ban nhạc đã chia sẻ trên YouTube đoạn giới thiệu video ca nhạc dài 30 giây, để quảng bá cho đĩa đơn dự kiến phát hành vào ngày 16 tháng 4 năm 2021.

## Thành tố
"Renegades" được các nhà phê bình mô tả là một bài alternative rock kiêm pop rock. Track nhạc bắt đầu với nhịp tempo 154 BPM và ở khóa Fa thứ, có thời lượng 4 phút 5 giây. "Renegades" được viết bởi Moriuchi Takahiro, Ed Sheeran, Hayakawa Masato, David Pramik, Adam Hawkins và Jin Jin.

Theo NME, "Renegades" hướng tới việc truyền tải một thông điệp khẩn cấp, đặt câu hỏi về tình trạng hiện tại của thế giới chung quanh. Qua đó, nó đóng vai trò như một khúc ca dành cho những kẻ nổi loạn từ chối trốn tránh những trận chiến và đam mê của bản thân. Trong một cuộc phỏng vấn với J Rock News, Mouiuchi đã nói về cách mà bài hát kết nối với vai trò bài nhạc nền chính của Lãng khách Kenshin: Hồi kết, khi anh cho biết "Renegades" liên quan nhiều đến nhân vật chính hơn là cốt truyện tổng quát của bộ phim.
"Sự thanh thoát, tình yêu và niềm hy vọng lấp lánh từ bên trong. Tôi nghĩ những khía cạnh đó thực sự kết nối với ban nhạc chúng tôi."
Trong một cuộc phỏng vấn khác được đăng tải lên kênh YouTube chính thức của One Ok Rock, Moriuchi cũng giải thích về cách ban nhạc đem "Renegades" trở lại với nhiều âm hưởng rock hơn để truyền tải đúng thông điệp của bài hát vốn chứa đựng đầy rất nỗi căm hờn.
"Tôi nghĩ rằng chúng ta cần phải truy nguyên về những ý định ban đầu. Tôi cho là sự tức giận chỉ có thể thực sự được thể hiện qua chất rock. Vì vậy, nhiệm vụ của chúng ta là trở thành những nhạc công chơi rock."

## Video ca nhạc

One Ok Rock trình diễn ca khúc dưới ánh mặt trời mặt trời nhân tạo tại một vùng núi khô cằn

Video ca nhạc "Renegades" do Atsunori Toshi đạo diễn, được phát hành đồng thời với đĩa đơn vào ngày 16 tháng 4 năm 2021. Video chính thức được phát hành trên kênh YouTube Fueled by Ramen, trong khi phiên bản tiếng Nhật của video được phát hành cùng lúc trên kênh chính thức của ban nhạc.
Video ca nhạc bắt đầu với hình ảnh những con người đang cùng cực trong cơn tuyệt vọng. Đến gần cuối video, họ tập hợp lại với nhau tạo thành "nhóm nổi loạn" như trong lời bài hát. Hai bên vách đá, nơi ban nhạc đang biểu diễn, mở dần ra khi nhóm nổi loạn đến gần. Nhóm nổi loạn quay trở lại hành trình với ban nhạc theo sau. Giọng ca chính Moriuchi Takahiro cùng các thành viên khác đột nhiên được đưa tới một vùng núi, nơi một mặt trời nhân tạo đang hình thành. Anh hát tiếp phần còn lại của bài hát, trong khi nhóm nổi loạn hướng theo ánh dương mặt trời mới ló rạng và chăm chú xem ban nhạc biểu diễn nốt phần điệp khúc.
Điểm khác biệt duy nhất trong phiên bản tiếng Nhật của video ca nhạc là sự xuất hiện của phần phụ đề tiếng Nhật.
Phiên bản tiếng Nhật của video ca nhạc đã vượt quá 2 triệu lượt xem trong vòng 24 giờ đầu tiên. Cuối tuần phát hành đầu tiên, cả hai phiên bản video ca nhạc (tiếng Nhật và quốc tế) đạt tổng cộng 7,5 triệu lượt xem.

## Danh sách bài hát
| CD đơn • Đĩa đơn iTunes | CD đơn • Đĩa đơn iTunes        | CD đơn • Đĩa đơn iTunes |
| STT                     | Nhan đề                        | Thời lượng              |
| ----------------------- | ------------------------------ | ----------------------- |
| 1.                      | "Renegades"                    | 4:05                    |
| 2.                      | "Renegades - Japanese Version" | 4:05                    |

## Nhân sự
Theo Tidal.
One Ok Rock
- Moriuchi "Taka" Takahiro – ca chính, viết lời
- Yamashita Toru – lead guitar
- Kohama Ryota – bass guitar
- Kanki Tomoya – trống

Additional personnel
- Jamil Kazmi – sản xuất
- Dan Lancaster – kỹ sư thu âm, kỹ sư phòng thu
- Adam Hawkins – mixing, sắp xếp
- Ted Jensen – mastering
- Rhys May – trợ lý sản xuất
- Kyle Moorman – trợ lý sản xuất

## Xếp hạng
| Bảng xếp hạng (2021)                          | Thứ hạng cao nhất |
| --------------------------------------------- | ----------------- |
| Japan Billboard Hot 100                       | 4                 |
| US Alternative Digital Song Sales (Billboard) | 25                |